# CureMD
CureMD приватна компанія, яка є провайдером в області хмарних електронних медичних записів.

## Історія
CureMD була заснована Білалом Хашматом (англ. Bilal Hashmat) разом зі своїми колегами в 1997 році.  Її штаб-квартира знаходиться в Нью-Йорку.

## Сервіси
CureMD Корпорація надає інформаційні системи та послуги, які перетворять адміністративні та клінічні операції організацій охорони здоров'я для здоров'я. Компанія пропонує все-в-один хмарну платформу, яка включає електронних медичних записів (ЕМК) з інтегрованим практики управління, портал пацієнта, і мобільних систем по догляду за медичної практики різних розмірів. Вона також забезпечує EHR, практики управління, спеціальність EHR, і рішення EHR Ipad; і портал пацієнта, який пропонує різні електронні інструменти і опції самостійно послуги.

## Нагороди
- No 1 SaaS EHR - KLAS Research[2][3]
- Medical Economics Top 100 EHR Report 2013[4]
- Top Ranked EMR by Brown Wilson Group "Black Book Ranking"[5]
- APICTA Award[6][7]

### Сертифікати
- Gold Quality Solution Quest Diagnostics[8]